# Aeroporto Internacional Governador Aluízio Alves
Luchthaven São Gonçalo do Amarante–Governador Aluízio Alves International is een nieuwe luchthaven in São Gonçalo do Amarante, Brazilië. De luchthaven bedient Natal en de bijbehorende metropoolregio.
De luchthaven wordt uitgebaat door het Consortium Inframérica. Het is de eerste luchthaven in Brazilië die beheerd wordt door een private partij.

## Historie
Luchthaven Governador Aluízio Alves International werd gebouwd ter vervanging van Luchthaven Augusto Severo International.
Plannen voor de luchthaven ontstonden in 2007, waarbij de nadruk lag op een intermodale luchthaven die zowel op passagiers als op vracht zou focussen. Er wordt verwacht dat de luchthaven de drukste van het noordoostelijk deel van Brazilië zal worden.
Op 12 mei 2011 publiceerde de Braziliaanse Burgerluchtvaart Autoriteit een document dat de luchthaven openstelde voor private uitbaters. De winnaar van de aanbesteding werd bekendgemaakt op 22 augustus 2011. Inframérica Consortium, bestaande uit de Braziliaanse technologiegroep Engevix (50%) en het Argentijnse Corporación América (50%) won de aanbesteding. Op 6 februari 2012 won het Consortium Inframérica tevens de concessie voor Brasília.
Nadat het contract voor de concessie was ondertekend, begonnen de werkzaamheden aan de passagiers- en vrachtterminal. Inframérica Consortium kreeg drie jaar de tijd voor het bouwen van de terminals en heeft vervolgens het recht om de luchthaven voor 25 jaar uit te baten (met een optionele verlenging van vijf jaar). Anders dan bij andere Infraero luchthavens die geprivatiseerd worden, en waarbij Infraero een aandeel van 49% in de luchthavens behoudt, bezit in dit geval het Consórcio Inframérica 100% van de aandelen.
De luchthaven werd geopend op 31 mei 2014, toen binnenlandse maatschappijen hun activiteiten verplaatsten naar de nieuwe luchthaven. Internationale vluchten zullen op een later tijdstip worden verplaatst.

## Bereikbaarheid
De luchthaven bevindt zich op 25 kilometer van het centrum van Natal.